# Diversidad sexual en Colombia
Colombia es uno de los países con las políticas más liberales del hemisferio occidental: se permite que los homosexuales se casen, adopten e ingresen a las fuerzas armadas abiertamente; la ley no establece ninguna distinción respecto a las relaciones sexuales entre personas del mismo sexo, y la edad de consentimiento es la misma que para las parejas heterosexuales, es decir, catorce años. 
En noviembre de 2015 la Corte Constitucional de Colombia aprobó la adopción homosexual y en abril de 2016 aprobó también el matrimonio entre personas del mismo sexo.
Señal Colombia, canal de televisión público colombiano, presentó en junio de 2021 Les Otres y Dopamina, dos documentales que tratan la historia de la comunidad LGBTI en el país. Esto hace de Colombia uno de los pocos países de América Latina que financia contenido LGBTI con fondos del estado para transmitirlo en su  sistema de medios públicos. Los documentales fueron financiados con fondos aportados por el  Ministerio de las TIC.
A pesar de que el país tiene leyes antidiscriminación, los prejuicios y la discriminación hacia las personas LGBTI continúan estando presentes en una parte considerable de la sociedad colombiana. Las personas trans son la más vulnerables, ya que son las que más se enfrentan a prejuicios, violencia y discriminación por parte de la población, siendo Colombia uno de los países que más crímenes de odio reporta hacia personas trans en Hispanoamérica junto con México y Honduras.

## Historia política
Realizar actos homosexuales no está prohibido por la ley en Colombia desde que entró en efecto el Decreto 100 en 1980.
En 1991 la nueva constitución incluye una serie de provisiones de especial interés para la comunidad LGTBI, como el derecho a la igualdad, el principio constitucional del pluralismo y el derecho al libre desarrollo de la personalidad.
En 2000 el Congreso establece en el Código Penal una norma que agrava la pena cuando se verifique que el delito fue motivado por la orientación sexual de la víctima.
En 2001 la sala civil de la Corte Suprema de Justicia, reconoce por primera vez el derecho de visita íntima de una pareja del mismo sexo en una cárcel. Más tarde en el 2003 la Corte Constitucional reconoce este mismo derecho haciéndolo extensivo a todas las parejas del mismo sexo.
En la plenaria del Senado el 11 de octubre de 2006 se discutió un proyecto de ley sobre el reconocimiento de los derechos patrimoniales a las parejas del mismo sexo, tras una votación que causaría controversia después de que senadores evangélicos intentaran sabotearla, por lo que pasó a la Cámara de Representantes para ser discutido también. Finalmente, ante un problema de conciliación entre ambas cámaras sobre el proyecto, y como un hecho que casi nunca se había presentado en Colombia, se decidió archivar el proyecto faltándole básicamente nada para su aprobación.
En contraposición al Congreso, el 7 de febrero de 2007 fue aprobada por la Corte la unión marital de hecho entre homosexuales y algunos derechos patrimoniales de la pareja. Se estableció que para que estos cobrasen vigencia la pareja debía llevar por lo menos dos años de convivencia.
En el 2007 se transmitió un proyecto de ley en el Congreso que buscaba reconocer los derechos patrimoniales de las parejas del mismo sexo que, tras ser aprobado en Cámara de Representantes, se hundió en la fase final de conciliación en el Senado. El proyecto fue impulsado por el Polo Democrático Alternativo, el Partido Liberal Colombiano y algunos sectores de la bancada uribista o de gobierno, y eran opuestos a él el Partido Conservador Colombiano (que también hace parte de la coalición de gobierno), el movimiento MIRA y algunos sectores de la misma bancada uribista.
El 4 de octubre de 2007 la Corte Constitucional estableció que las parejas del mismo sexo que en Colombia lleven un mínimo dos años de convivencia de hecho, podrán afiliarse conjuntamente al sistema de seguridad social en salud. Con el fallo, ahora estas parejas podrán afiliar a su compañero o compañera al sistema público de salud, con sólo presentar una declaración notarial de unión marital de hecho de mínimo dos años.

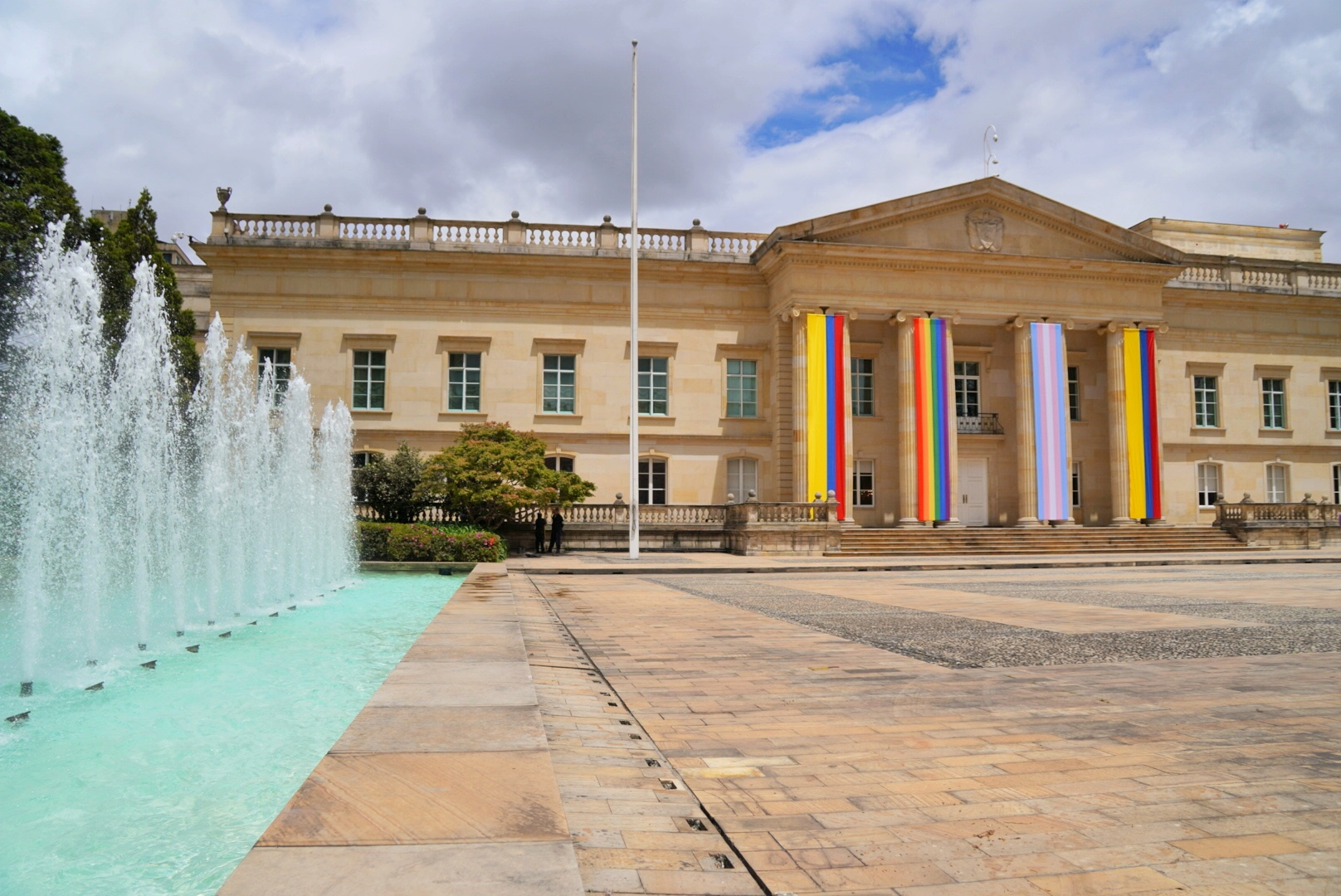
La Casa de Nariño residencia oficial del presidente de la Republica decorada con las banderas del colectivo LGBTI y la bandera del colectivo Trans como un gesto a la diversidad sexual en Colombia.

A partir del último fallo de la Corte Constitucional del 17 de abril de 2008, las parejas en unión marital de hecho de lesbianas y de gais pueden acceder a la pensión de sobreviviente, tal como sucede con las parejas heterosexuales.
De acuerdo con la norma, para que el compañero sobreviviente sea quien reciba la pensión, la pareja debió haber convivido, de manera permanente, singular e ininterrumpida, durante cinco años, antes de la muerte del pensionado. Es decir, que la unión debió mantenerse de manera continua durante cinco años y con una sola persona. Las separaciones temporales por trabajo, estudio o viaje no disuelven la unión.
Si la persona que pasa a ser beneficiaria tiene más de 30 años de edad, la pensión será vitalicia; si tiene menos de esta edad, la recibirá por 20 años.
Luego de que el trámite fracasara, la Corte Constitucional declaró que las parejas del mismo sexo deberían tener los mismos derechos de reconocimiento que las parejas del sexo opuesto tradicionales parecido a los registros domésticos o uniones civiles. El litigio siguió y las organizaciones de derechos civiles gais buscaron la igualdad en el matrimonio, el cual se hizo legal en el país en el año 2016.
Durante su administración, el exalcalde de la capital Lucho Garzón fue un abanderado de políticas para promover y respetar los derechos LGBTI.

## Avance en la Corte Constitucional
El 28 de enero de 2009 la Corte Constitucional de Colombia por ponencia del magistrado Rodrigo Escobar Gil, decidió la modificación de 42 normas incluidas en aproximadamente 20 leyes, con el fin de lograr una equidad entre parejas heterosexuales y homosexuales, excepto en el asunto de la adopción, sobre lo que la Corte no se pronunció. Sin embargo, el acto de adopción en Colombia puede hacerlo un solo individuo, independientemente de su condición sexual. La sentencia del 2009 deja a las uniones de parejas del mismo sexo a un nivel muy parecido al matrimonio, lo que convierte a Colombia en un país pionero en América Latina al proporcionar tal grado de equidad, pues en otros países el alcance es regional, o se limita al ámbito económico.
El 4 de noviembre de 2015 la Corte Constitucional de Colombia votó a favor una ponencia del magistrado Jorge Iván Palacio que le da vía libre a la adopción igualitaria en Colombia. La ponencia sostiene que "la adopción de niños por personas con orientación sexual heterosexual, en general, y por parejas del mismo sexo, en particular, no afecta por ningún motivo, ni compromete de manera negativa la salud física o mental ni el desarrollo integral de los menores. En el debate primaron las posiciones en favor de reconocer que las parejas del mismo sexo son tan idóneas como las heterosexuales para criar y educar niños adoptados.

### Leyes
Entre las modificaciones de la sentencia del 2009 están:
- Los homosexuales tendrán derecho a no incriminar a un compañero permanente, ni a declarar en su contra.

- En cuanto a los derechos migratorios, podrán recibir la nacionalidad las parejas del mismo sexo que vivan con un extranjero durante más de dos años.

- Los delitos de violencia intrafamiliar también fueron incluidos para las parejas homosexuales, haciendo la salvedad de que la Corte se declara inhibida para incluir o no a las parejas del mismo sexo dentro del concepto de familia.

- El Sistema de Salud de las Fuerzas Militares incluirá a las parejas gais en cuanto a pensión de supervivencia y a la condición de beneficiario en salud.

- Los derechos de patrimonio inembargable también incluirán a las parejas homosexuales, lo que significa que una pareja homosexual puede determinar que una propiedad es de ambos y declararla 'patrimonio familiar'.

- Los homosexuales serán beneficiarios del seguro de vida y del SOAT (Seguro Obligatorio de Accidentes de Tránsito), lo que significa que si uno de los miembros de una pareja homosexual muere, el otro recibirá indemnización.

- Los funcionarios públicos cuando hagan su juramento de posesión deberán también juramentar a su pareja homosexual, en caso de tenerla.

El 11 de noviembre de 2010 se discutió en el seno de la Corte Constitucional una acción de constitucionalidad interpuesta contra el artículo 113 del Código Civil que define el matrimonio como "un contrato por el cual un hombre y una mujer se unen con el fin de vivir juntos, procrear y auxiliarse". Para los demandantes, con dicha disposición se viola el derecho a la igualdad (Art. 13 de la Constitución) y al libre desarrollo de la personalidad (Art. 16), entre otros. La magistrada ponente, María Victoria Calle, recibió una avalancha de intervenciones ciudadanas, incluidas 10 universidades, Naciones Unidas (a favor) y otros organismos, entre los que se destacan la férrea oposición a la declaratoria de inconstitucionalidad por parte de la Iglesia católica y el concepto del procurador general de la Nación, Alejandro Ordóñez, que esgrimen argumentos positivistas (de acuerdo con el tenor literal del artículo 42 de la Constitución) y religiosos.
Aunque la ponencia de la magistrada Calle fue a favor de los demandantes, por una apretada diferencia de votos (5-4), la Corte en pleno decidió inhibirse, es decir, abstenerse de decidir sobre el fondo del asunto, aduciendo que los argumentos de la demanda sobre la violación de derechos fundamentales no tenían el suficiente peso jurídico como para manifestar su violación. Pese a esto, la inhibición implica que, ante ninguna decisión tomada, el demandante, Felipe Montoya Castro, u otros ciudadanos, pueden volver a demandar la norma, corrigiendo los errores cometidos.
Fue así como en noviembre de 2010, la Organización De Justicia y la Fundación Colombia Diversa volvieron a exigir la constitucionalidad del matrimonio y la familia homosexual.
En esta ocasión las partes de la ley demandadas fueron las expresiones “un hombre y una mujer” que se unen con el fin “de procrear” del artículo 113 ya mencionado. Y por extensión, la definición de familia del artículo 2 de la Ley 294 de 1996 que dice que esta se constituye por vínculos naturales o jurídicos, por la decisión libre de “un hombre y una mujer” de contraer matrimonio o por la voluntad responsable de conformarla.
Mediante la sentencia C-577  de julio de 2011, la Corte decidió esta demanda, afirmando que: 1) la pareja homosexual conforma familia, y como tal merece la debida protección por parte del Estado, abriendo paso al reconocimiento de los derechos plenos a las familias homoparentales; 2) hay un déficit de protección de derechos de la comunidad LGBTI, que debe ser subsumido mediante una Política Pública de rango nacional; y 3) que si para el 20 de junio de 2013, el Congreso no ha legislado sobre el matrimonio igualitario en Colombia, este empezará a aplicar automáticamente a partir de esa fecha, de tal manera que cualquier pareja del mismo sexo podrá acudir ante un notario a legalizar su matrimonio civil. Así se convierte Colombia en el cuarto país latinoamericano en permitir el matrimonio igualitario, después de Argentina, Uruguay y Brasil.
El 24 de julio de 2013, por primera vez una jueza declara civilmente casados a una pareja del mismo sexo, lo que implica que jueces pueden conceder todos los derechos civiles de un matrimonio a una pareja del mismo sexo. Ese mismo día la Corte Constitucional rechazó la solicitud del procurador  Ordóñez de anular la sentencia sobre uniones homosexuales

#### Fallo que reconoce el derecho a formar familia
El 30 de julio de 2014, el Consejo de Estado reconoce el derecho de las personas de cualquier clase, raza, orientación sexual, etc., a conformar de manera libre y autónoma familia, para dar paso a una protección efectiva y garantiza que respeta los derechos de las personas en un verdadero y real plano de igualdad, es decir, la posibilidad de constituir una familia con el ser que se quiere con el fin de proteger a los hijos biológicos, adoptados o de crianza, en un panorama de solidaridad y apoyo mutuo permanente, otorgándole reconocimiento pleno a la familia homoparental.

### Adopción conjunta
El 28 de agosto de 2014, la Corte Constitucional debió resolver una acción de tutela presentada por Ana Leiderman y Verónica Botero, una pareja de Medellín que exigía a las autoridades que les permitieran figurar legalmente como madres de la hija biológica de una de ellas. Casadas en Alemania, cuando aún el matrimonio no estaba permitido en el país, en 2007 Ana decidió tener un hijo por inseminación artificial, y dos años después Verónica solicitó la adopción como hija de ambas. Luego de pasar por diversos juzgados, el caso pasó a la Corte Constitucional para su revisión, luego de que la misma semana el Ministerio de Salud negara que "la orientación sexual de los padres tuviera relación con el desarrollo cognitivo y social de los menores". La Corte Constitucional decidió aprobar la adopción conjunta de la menor, convirtiendo a Colombia en el primer país de la región en aprobar la adopción conjunta de menores por parte de parejas homosexuales, cuando uno de los integrantes sea el padre o madre biológico.
El 4 de noviembre de 2015, tras la demanda interpuesta por un profesor universitario a la decisión anterior, la Corte Constitucional aprobó la adopción sin ninguna restricción o limitación, con 6 votos a favor y 2 en contra, sin contar el de un magistrado que se encontraba incapacitado. La Corte se acogió a la ponencia del magistrado Jorge Iván Palacios, que defendía el reconocimiento a las parejas del mismo sexo y su idoneidad para criar niños en ambientes que garanticen sus derechos.

### Matrimonio
En Colombia el matrimonio entre personas del mismo sexo es legal. La Corte Constitucional de Colombia puso fin a años de incertidumbre para las parejas del mismo sexo y reafirmó sus derechos al confirmar la validez del matrimonio entre personas del mismo sexo el 28 de abril de 2016. Colombia es el cuarto país latinoamericano en permitir el matrimonio igualitario, después de Argentina, Uruguay y Brasil.